# Braulio Dueño Colón
Braulio Dueño Colón (* 26. März 1854 in San Juan; † 4. April 1934 in Bayamón) war ein puerto-ricanischer Komponist.

## Leben
Colón wurde zunächst von seinem Vater unterrichtet und war später Schüler des italienischen Komponisten Rosario Aruti, überwiegend aber doch ein musikalischer Autodidakt. In seiner Jugend komponierte er Dancas und folkloristische Musik, bevor im Jahr 1877 die Zarzuela Los baños de Coamo entstand sowie die Ouvertüre La Amistad, die mit dem Premio del Ateneo ausgezeichnet wurde und mit der er als Komponist bekannt wurde.
Als Flötist war er Mitglied der Kapelle der Kathedrale von Bayamón, außerdem gründete und leitete er das Städtische Orchester von Bayamón. Seine Ouvertüre Noche de Otoño wurde 1997 in Puerto Rico und Spanien aufgeführt, sein Ave Maria für Gesangsquartett und Orchester hatte 1901 großen Erfolg in den USA. Weitere geistliche Werke waren das Padre Nuestro für Orgel und Mezzosopran, La Salve und eine Messe. 1904 erschienen als sein Hauptwerk die Cantos Escolares, Lieder nach Gedichten von Manuel Fernández Juncos, Virgilio Dávila und anderen für den Schulgebrauch.